# Drilon Shala
Drilon Shala (Prizren, 20 de março de 1987) é um futebolista finlandês que atualmente joga pelo FC Lahti.